# Kantalagere, Chiknayakanhalli
Kantalagere là một làng thuộc tehsil Chiknayakanhalli, huyện Tumkur, bang Karnataka, Ấn Độ.